# LCARS
 (mai 2024).
Si vous disposez d'ouvrages ou d'articles de référence ou si vous connaissez des sites web de qualité traitant du thème abordé ici, merci de compléter l'article en donnant les références utiles à sa vérifiabilité et en les liant à la section « Notes et références ».
Le LCARS est une technique fictive de l'univers de Star Trek, elle est surtout connue par son interface graphique qui a donné naissance à divers projets informatiques.
Le LCARS (prononcé « èlcar ») dont l'acronyme est "Library Computer Access and Retrieval System" peut être traduit par SARID, "Système d'Accès et de Récupérations Informatisés des Données", mais peu de personnes connaissent cette traduction.
Cet outil a été utilisé la première fois dans Star Trek : La Nouvelle Génération.
Aujourd'hui, le terme LCARS est fréquemment employé pour décrire l'aspect graphique des affichages informatiques de ce système sur écrans tactiles de la nouvelle génération.
En fait, pour être rigoureux, il faudrait utiliser dans ce cas le terme « Okudagrammes», du nom de l'inventeur de ces graphiques, Michael Okuda.
Ce design est très populaire chez les fans de Star Trek qui ont des sites dédiés aux LCARS. On retrouve ce modèle dans des fonds d'écrans, divers habillages (skin) de petits logiciels, et même dans les mobiles.

## Le LCARS dans le monde deStar Trek
Le LCARS n'est pas qu'une représentation graphique sur un moniteur, c'est une interface complexe autoadaptable à la fois au système et à l'opérateur. Ainsi, le panneau de visualisation est doté de ses propres nano-processeurs qui interfacent le pupitre de commandes avec l'ordinateur de bord.

### Aspects extérieurs
- Teintes en aplat sur un fond noir.
- Sous-fenêtres souvent par paires, disposées verticalement avec des onglets à gauche.
- Tout le texte est en majuscules.
- Les boutons ont une forme allongées et arrondies.

### Description technique
Le jeu de spécifications des LCARS est :

#### Matériel
Un certain nombre de configurations de circuits et de conceptions composants sont spécifiées pour l'emploi des systèmes informatiques de la Fédération.
Le LCARS doit s'adapter à une multitude de besoins et de nouvelle techniques.
Il s'ensuit que les spécifications du matériel sont lâches afin d'assurer un maximum de compatibilité.
La technique contemporaine utilise des "puces optiques isolinéaires" et des "bloc de gel neuro-mimétique", qui peuvent être déployés à grande échelle grâce aux "champs sub-spatiaux".

#### Logiciel
Plus d'une centaine de modules inter-opérables permettent de traiter les données dans des contextes spécifiques c'est-à-dire qui utilise les informations et pourquoi (par exemple officier scientifique étudiant les possibilités d'esquive au combat).

#### Protocoles de communications
C'est probablement la partie la plus variée car elle doit s'adapter aux besoins de milliers d'espèces, chacune avec leurs langues et autres moyens de communication. La pièce maîtresse est le traducteur universel qui contient un ensemble d'algorithmes récursifs qui peuvent traduire les formes inconnues de communication. Régulièrement les données générées par les traducteurs universels sont réinjectées dans les protocoles de communication après validation par les spécialistes en linguistique de la Fédération.

## Le LCARS dans la mise en scène
L'interface graphique du LCARS a été conçue par le conseiller technique Michael Okuda. L'idée est venue de Gene Roddenberry qui jugeait les pupitres de commande trop statiques. Il voulait que les écrans donnent un aperçu de la technologie avancée du futur. Au départ, ces panneaux d'affichage étaient fabriqués à partir de plaque de Plexiglas peinte et rétro éclairée. Ceci pouvait donner l'illusion à bon marché de disposer d'un matériel sophistiqué.
Pour donner l'illusion d'une image dynamique, il fallait changer les panneaux de plexiglas à raison de 24 par seconde, comme pour un dessin animé.

## Le LCARS dans le monde réel

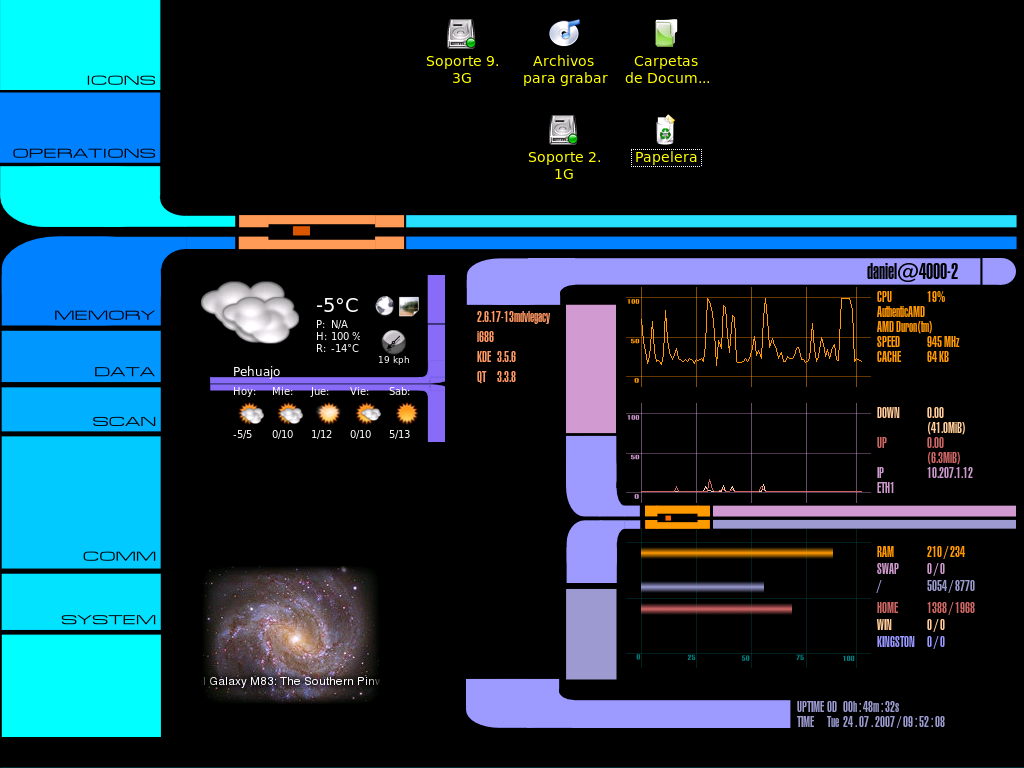
Thème (informatique) LCARS

Il y a eu de plusieurs tentatives de création de systèmes ressemblant au LCARS, mais le plus fréquemment, c'est sur le Web que se trouvent les adaptations les plus nombreuses.

### Liens
- (en) « LCARS », sur Memory Alpha, un wiki Star Trek